# ویولا گورتزکی
ویولا گورتزکی (انگلیسی: Viola Goretzki؛ زادهٔ ۲۳ نوامبر ۱۹۵۶) قایقران روئینگ اهل آلمان شرقی بود.